# Zelenortski eskudo
Zelenortski eskudo, por. Escudo cabo-verdiano (ISO 4217: CVE) je novčana jedinica u Zelenortskoj Republici.
Lokalna oznaka za eskudo je Esc, a dijeli se na 100 centava. Eskudo je postao valuta Zelenortskih otoka 1914. godine kada je zamijenio dotadašnji real u odnosu 1000:1. Do 1930. Otoci su koristili kovanice portugalskih eskuda, a novčanice koje je izdala "Banco Nacional Ultramarino". Od 1999. ova valuta je vezana uz portugalski eskudo, a i za euro otkako ga je Portugal uveo, i to u odnosu: 1€ = 110,265 Esc.

## Novčanice i kovanice
Novčanice i kovanice izdaje "Banco de Capo Verde" www.bcv.cv.
Apoeni kovanica: 
- 1,
- 5,
- 10,
- 20,
- 50,
- 100.

Apoeni novčanica: 
- 100,
- 200,
- 500,
- 1000,
- 2000,
- 2500,
- 5000.